# Kazimierz Chromy
Kazimierz Franciszek Chromy (ur. 14 stycznia 1936 w Jastrzębi, zm. 28 października 2021 w Lublinie) – polski ślusarz i działacz komunistyczny, poseł na Sejm PRL VIII kadencji.

## Życiorys
Syn Franciszka i Józefy. Uzyskał wykształcenie średnie zawodowe. Był starszym mistrzem, monterem i ślusarzem-brygadzistą w Zakładach Azotowych „Puławy”, w których pracował od 1965. Należał do Polskiej Zjednoczonej Partii Robotniczej, w której był sekretarzem oddziałowej organizacji partyjnej (1972–1973) oraz I sekretarzem podstawowej organizacji partyjnej (od 1973) przy Zakładzie Remontowym w Zakładach Azotowych „Puławy”, a także członkiem Komitetu Zakładowego (od 1975) oraz egzekutywy Komitetu Miejskiego w Puławach (od 1977). W 1980 uzyskał mandat posła na Sejm PRL VIII kadencji z okręgu Puławy. Zasiadał w Komisji Górnictwa, Energetyki i Chemii, Komisji Rolnictwa i Przemysłu Spożywczego oraz w Komisji Przemysłu.
Otrzymał Brązowy i Srebrny Krzyż Zasługi.
Pochowany wraz z żoną Marianną (1937–2000) na cmentarzu komunalnym w Puławach.